# Reichsbahndirektion Kassel

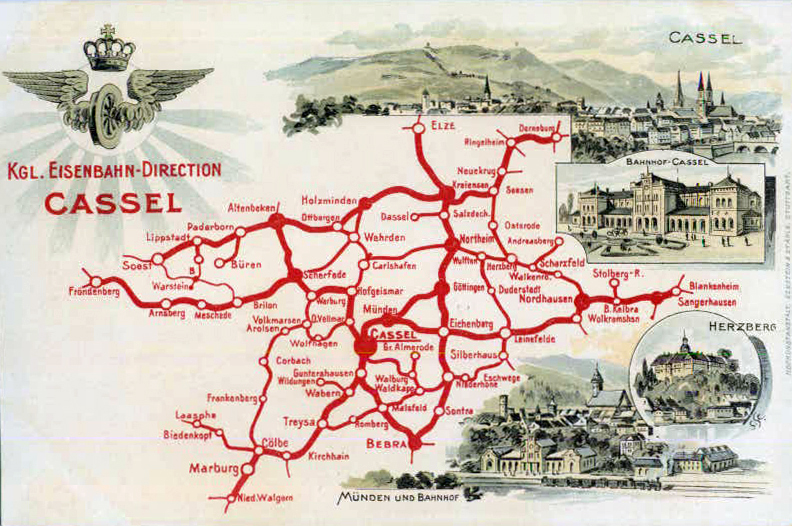
Karte des Gebiets der Eisenbahndirektion Kassel

Die Reichsbahndirektion Kassel war ein Verwaltungsbezirk der Deutschen Reichsbahn. 

## Geschichte
Die Königliche Eisenbahndirektion Kassel entstand bei der Reform der Preußischen Staatseisenbahnen 1895. Mit der Gründung der Deutschen Reichsbahn 1920 wurde sie in Reichsbahndirektion Kassel umbezeichnet. Mit Übergang zur Deutschen Bundesbahn 1949, trug die Direktion die Bezeichnung Bundesbahndirektion Kassel. Zum 31. Dezember 1974 wurde die Bundesbahndirektion Kassel aufgelöst, ihre Aufgaben übernahm die Bundesbahndirektion Frankfurt/M.

## Zuständigkeit
Das Gebiet dieser Reichsbahndirektion erstreckte sich (bis zum Ende des Zweiten Weltkrieges) innerhalb Preußens über die nördliche Provinz Hessen-Nassau südlich bis Marburg und Bebra; südliche Bereiche der Provinzen Westfalen und Hannover westlich bis Bestwig und Soest und nördlich entlang der Strecke Soest-Altenbeken-Kreiensen-Seesen; sowie den westlichen Teil der Provinz Sachsen bis Blankenheim an der Strecke nach Halle (Saale).
Bedeutende Strecken innerhalb der Direktion waren:
- die der Königlich-Westfälischen Eisenbahn-Gesellschaft Soest–Warburg und deren Fortsetzung nach Kassel–Bebra: siehe Bahnstrecke Hamm–Warburg, Bahnstrecke Kassel–Warburg und Bahnstrecke Bebra–Baunatal-Guntershausen
- die Strecken Altenbeken–Kreiensen–Seesen und
- Altenbeken–Northeim–Nordhausen: siehe Bahnstrecke Altenbeken–Kreiensen, Braunschweigische Südbahn, Sollingbahn und Südharzstrecke
- die Bahnstrecke Halle–Hann. Münden bis Blankenheim (Kr Sgh)
- die Obere Ruhrtalbahn im Abschnitt Bestwig bis Warburg
- der Nordteil der Main-Weser-Bahn bis kurz vor Niederwalgern (km 113,9) und
- die Hannöversche Südbahn ab Elze und ihre Fortsetzung Göttingen–Bebra
- die unter militärstrategischen Gesichtspunkten gebaute Bahnstrecke Leinefelde–Treysa, die allerdings nur geringe zivile Bedeutung hatte

## Dienstgebäude

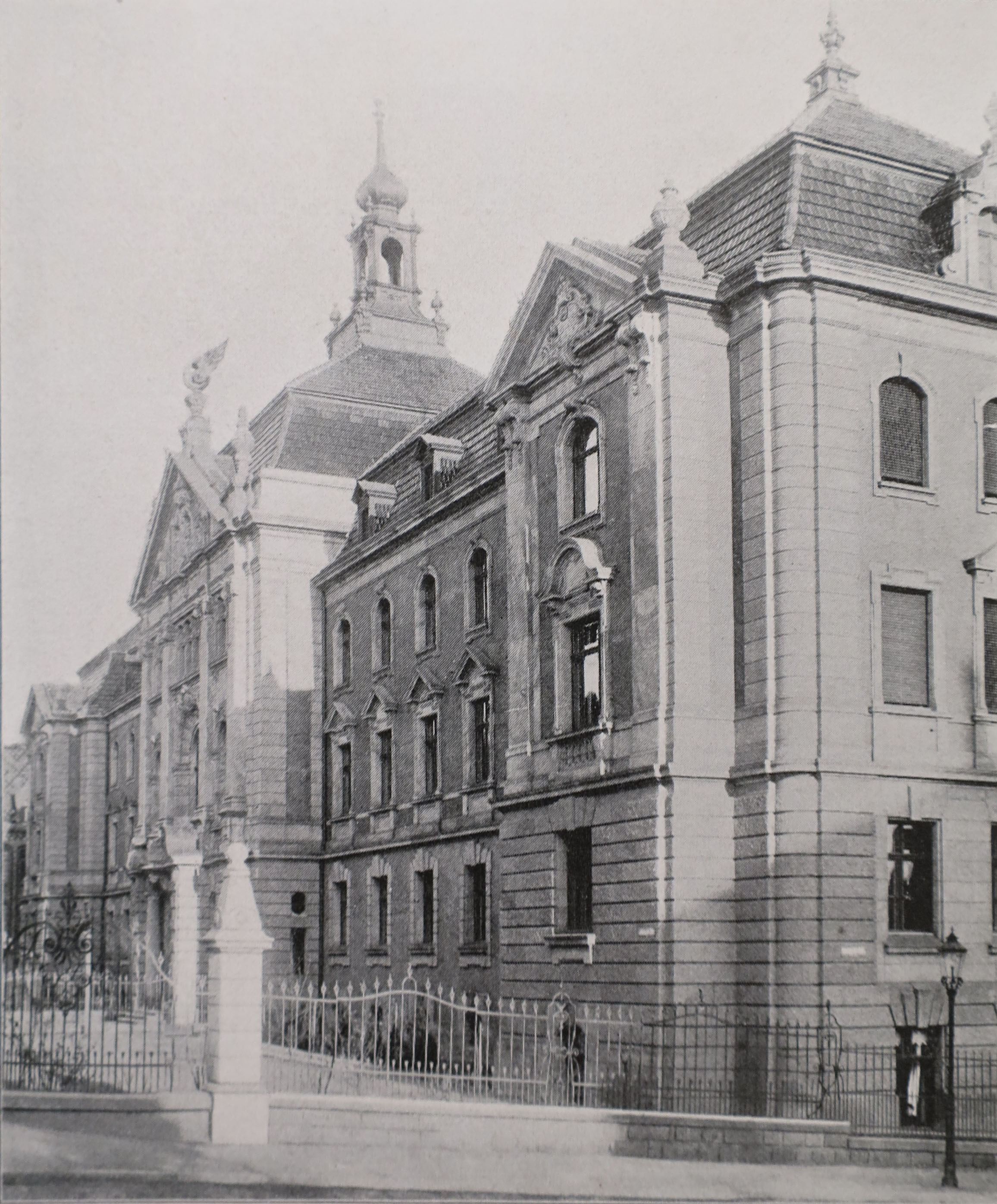
Behördengebäude der Direktion „Cassel“

Das Dienstgebäude der Direktion, Kölnische Straße 83, stammte von Armin Wegner, der es 1897 bis 1900 errichtete. Es umfasste Büros für 400 Beamte.